# Guldbaggegalan 1969
Den sjätte Guldbaggegalan, som belönade svenska filmer från 1968 och 1969, hölls den 13 oktober 1969.

## Vinnare
| Högsta kvalitetspoäng    | Bästa regi                   |
| ------------------------ | ---------------------------- |
| - Den vita sporten (2,0) | - Bo Widerberg – Ådalen 31   |
| Bästa skådespelerska     | Bästa skådespelare           |
| - Liv Ullmann – Skammen  | - Roland Hedlund – Ådalen 31 |
| Juryns specialbagge      |                              |
| - Rune Waldekranz        |                              |